# El hombre del saco (película de 2023)
El hombre del saco es una película española de terror sobrenatural de 2023 dirigida por Ángel Gómez Hernández. Está protagonizada por Javier Botet, Macarena Gómez y Manolo Solo. 

## Argumento
Tras la muerte de su padre, tres hermanos se mudan con su madre a un pequeño pueblo. Pronto descubren que en los últimos meses allí se han producido misteriosas desapariciones de varios niños, y se embarcarán en una aventura a contrarreloj para descubrir la verdad que se esconde tras la terrorífica leyenda del que se conoce como "El Hombre del saco".

## Reparto
- Javier Botet como El hombre del saco
- Iván Renedo como Lucas
- Claudia Placer como Alicia
- Lorca Prada como Sergio
- Lucas de Blas como Álex
- Carla Tous como Paula
- Guillermo Márquez Novillo como Gabi
- Macarena Gómez como Claudia
- Manolo Solo como Quino Aguirre
- Carlos González Morollón como Bernardo
- Vicente Vergara como Pedro
- Ruth Gabriel como Clara
- Luna Fulgencio como Sara
- José María Peinado como Francisco Leona
- Amaia Miranda como Ana
- Ángel Gómez Rivero como Inspector Ruíz
- Gonzalo Bouza como Padre de Lucas

## Rodaje
El rodaje de la película tuvo lugar en Cádiz, Madrid y Gran Canaria.